# ZECK GmbH

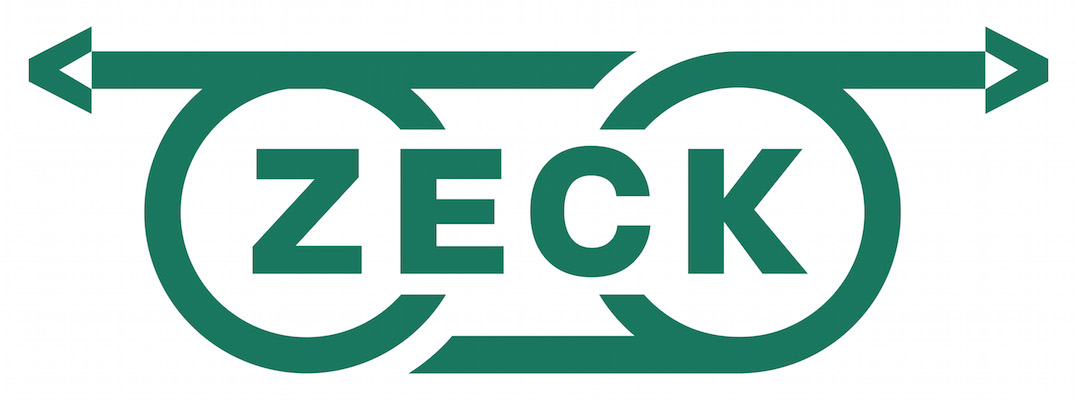
Zeck Logo

ZECK GmbH — семейное предприятие, которое занимается производством строительного, монтажного, геологоразведочного и другого оборудования, работающего с использованием тросов, канатов, кабелей и проволоки. Оборудование фирмы применяется при прокладке и ремонте линий электропередач, строительстве и обслуживании железных дорог, монтаже антенн, обслуживании нефте- и газоскважин.

## История
Предприятие основано в 1918 году в Schesslitz, Германия. Первоначально компания занималась техникой для сельского хозяйства и только в 1966 году поменяла профиль. В 1973 году фирма первой в мире выпустила puller-brake combination machine.
В настоящее время в компании работает более 100 человек. Фирмой управляет третье поколение семьи.

## Продукция
Фирма производит следующую продукцию, которая продаётся более чем в 90 странах мира:
- барабанные лебёдки,
- шпилевые ледки,
- тормозные машины с мотором,
- реверсные машины,
- катушки и штативы для барабанов под кабель, трос, проволоку, шланг,
- технику для строительства контактных электромагистралей на железной дороге,
- технику для прокладки высоковольтных линий электропередач,
- гидравлические пресса и комплектующие,
- инспекционные коляски,
- техника натяжения при строительстве и сервисе линий электропередач,
- лестницы и платформы применяемые в строительстве линий электропередач,
- системы заземления и индивидуальные страховочные системы,
- комплектующие, инструменты и приспособления для монтажа линий электропередач.